# Prosopocera flavostriata
Prosopocera flavostriata är en skalbaggsart som beskrevs av Stefan von Breuning 1936. Prosopocera flavostriata ingår i släktet Prosopocera och familjen långhorningar. Inga underarter finns listade i Catalogue of Life.